# Maja Neuenschwander
Maja Doris Neuenschwander (* 13. Februar 1980) ist eine Schweizer Historikerin und Leichtathletin. Sie ist spezialisiert auf den Langstreckenlauf. Sie arbeitet als Projektleiterin bei Swiss Olympic. "Frau und Spitzensport" ist das Projekt, das die Voraussetzungen für Athletinnen, Funktionärinnen oder Trainerinnen verbessern.

## Werdegang
Neuenschwander wohnt in Rubigen und ist Geschichts- und Sportlehrerin. Sie arbeitet in einem Teilzeitpensum an der Eidgenössischen Hochschule für Sport Magglingen (EHSM). Trainiert wird sie von der ehemaligen Spitzenläuferin Sandra Gasser und Beat Aeschbacher. Ihre Lizentiatsarbeit verfasste sie bei Christian Pfister zum Thema der Spitzensportförderung in der Schweiz.
Sie startete bei den Crosslauf-Europameisterschaften 2001 (4,65 km) in Thun und belegte den 69. Rang. Im selben Jahr wurde sie Schweizer Meisterin Crosslauf lang, und sie konnte sich diesen Titel 2010 erneut sichern.

Bei der Sommer-Universiade 2005 erreichte Neuenschwander im August in der Türkei den zehnten Rang im Halbmarathon. 2008 und erneut 2012 wurde sie Schweizer Meisterin im Marathon.G

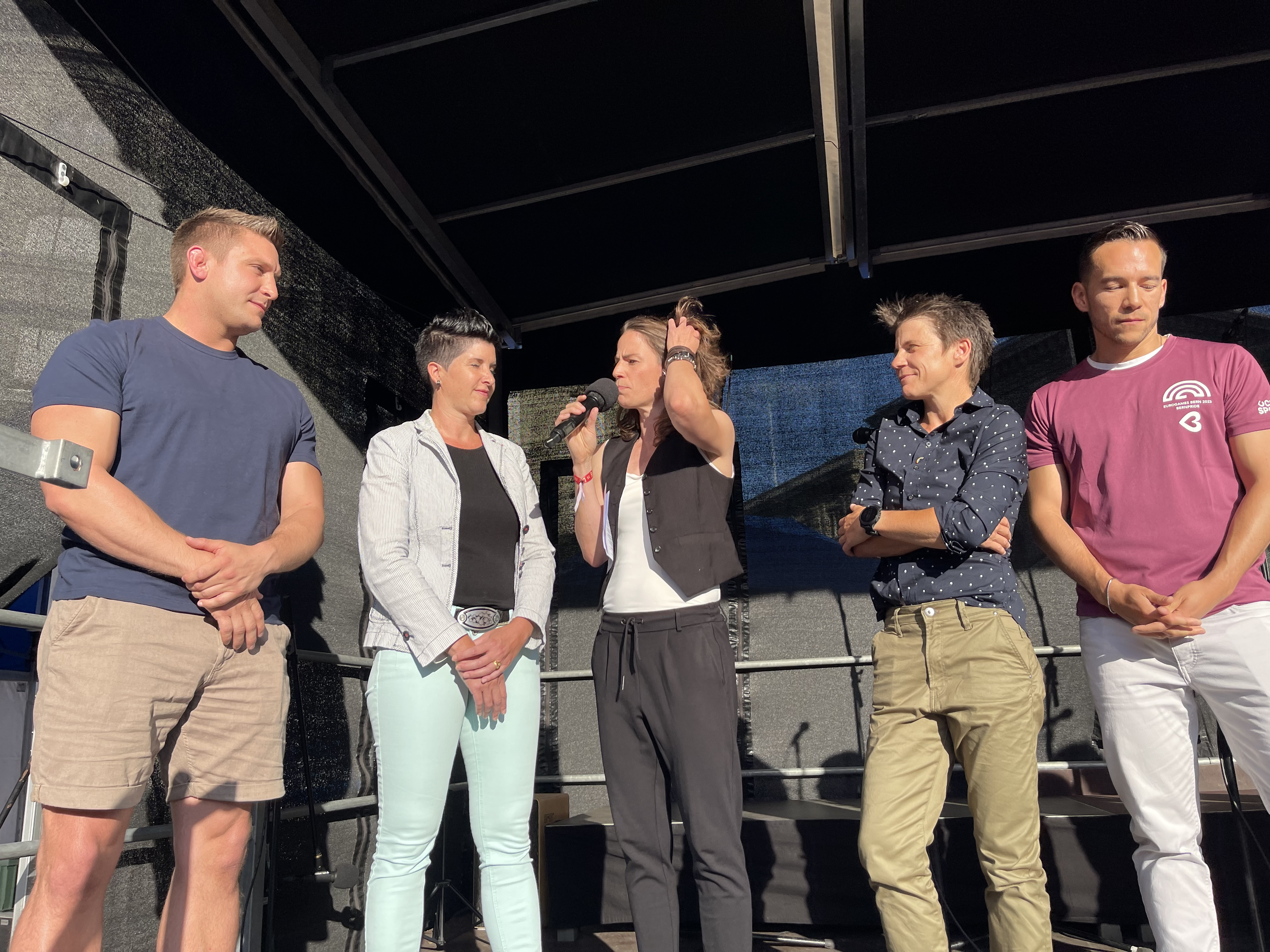
Maja Neuenschwander bei der Eröffnungsfeier der EuroGames 2023 Bern (Zweite von rechts)

Im Jahr 2023 war sie Botschafterin für die EuroGames in Bern.

### Olympische Sommerspiele 2012
2012 startete sie in London bei den Olympischen Sommerspielen und belegte im Marathonlauf den 53. Rang. 2014 belegte sie bei den Europameisterschaften in Zürich den neunten Rang.
Im April 2013 wurde sie Zweite beim Hamburg-Marathon, und 2013 wurde sie in 1:13:44 h auch Schweizer Meisterin im Halbmarathon.
Im April 2015 gewann sie als erste Schweizerin den Vienna City Marathon. Im Herbst 2015 steigerte sie beim Berlin-Marathon ihre persönliche Bestzeit auf 2:26:49 h und verbesserte den Schweizer Rekord deutlich.
Beim Grand Prix von Bern (Lauf über zehn Meilen durch die Berner Innenstadt) wurde sie im Mai 2018 Zweite hinter Martina Strähl.
2018 zog sich die 38-Jährige einen Ermüdungsbruch zu und musste auf eine geplante Teilnahme bei den Leichtathletik-Europameisterschaften 2018 im August in Berlin verzichten.

## Sportliche Erfolge
| Datum/Jahr    | Rang | Wettbewerb                                | Austragungsort    | Zeit      | Bemerkung                                             |
| ------------- | ---- | ----------------------------------------- | ----------------- | --------- | ----------------------------------------------------- |
| 19. Mai 2018  | 2    | Grand Prix von Bern                       | Bern              |           | Zweite hinter Martina Strähl                          |
| 14. Aug. 2016 | 29   | Olympische Sommerspiele 2016              | Rio de Janeiro    | 2:34:27   | Marathon                                              |
| 27. Sep. 2015 | 6    | Berlin-Marathon                           | Berlin            | 2:26:49   | Schweizer Rekord (bis 3. April 2021)                  |
| 12. Apr. 2015 | 1    | Vienna City Marathon                      | Wien              | 2:30:09   |                                                       |
| 16. Aug. 2014 | 9    | Leichtathletik-Europameisterschaften 2014 | Zürich            | 2:31:08   | Schweizer Bestmarke Marathon (WOM only)               |
| 27. Okt. 2013 | 10   | Frankfurt-Marathon                        | Frankfurt am Main | 2:29:42   | persönliche Marathon-Bestzeit                         |
| 21. Apr. 2013 | 2    | Hamburg-Marathon                          | Hamburg           | 2:30:50   | Zweite hinter Diana Lobačevskė                        |
| 2013          | 1    | Schweizer Meisterschaft Halbmarathon      | Schweiz           | 1:13:44   | Schweizer Meisterin Halbmarathon, beim Greifenseelauf |
| 5. Aug. 2012  | 53   | Olympische Sommerspiele 2012              | London            | 2:34:50   | Marathon                                              |
| 2012          | 1    | Schweizer Meisterschaft Marathon          | Schweiz           | 2:31:55   | Schweizer Meisterin Marathon                          |
| 31. Juli 2010 | 25   | Leichtathletik-Europameisterschaften 2010 | Barcelona         | 2:45:17   | Marathon                                              |
| 28. März 2010 | 10   | Berliner Halbmarathon                     | Berlin            |           |                                                       |
| 5. Apr. 2009  | 10   | Paris-Marathon                            | Paris             |           |                                                       |
| 20. Sep. 2009 | 9    | Berlin-Marathon                           | Berlin            |           |                                                       |
| 2008          | 1    | Schweizer Meisterschaft Marathon          | Schweiz           |           | Schweizer Meisterin Marathon                          |
| 1. Apr. 2007  | 4    | Zürich-Marathon                           | Zürich            | 2:44:48,7 |                                                       |
| 9. Apr. 2006  | 3    | Zürich-Marathon                           | Zürich            | 2:44:23,8 |                                                       |
| Aug. 2005     | 10   | Sommer-Universiade 2005                   | Izmir             |           | Halbmarathon                                          |

- 2014: Schweizer Bestmarke 25 km: 1:27:01 h (Big 25 Berlin)
- 2014: Schweizer Bestmarke Marathon (WOM only): 2:31:08 h (EM Zürich)
- 2015: Schweizer Bestmarke 15 km: 50:21,0 min (Den Haag)
- 2015: Schweizer Bestmarke 20 km: 1:07:22 h (Den Haag)
- 2015: Schweizer Bestmarke Marathon: 2:26:49 h (Berlin)

## Persönliche Bestleistungen
- Halbmarathon: 1:10:46 h, 11. März 2018 in Den Haag
- Marathon: 2:26:49 h, 27. September 2015 in Berlin